# Charleston (Vermont)
Pour les articles homonymes, voir Charleston.
Charleston est une ville américaine située dans le Comté d'Orleans, dans le Vermont. Selon le recensement de 2020, sa population est de 1 021 habitants.